# 宜野湾警察署
宜野湾警察署（ぎのわんけいさつしょ）は、沖縄県宜野湾市真志喜にある沖縄県警察管轄の警察署である。管轄は琉球大学敷地内を除く宜野湾市、中頭郡中城村。

## 概要
元々宜野湾市の中心部の普天間にあったため「普天間警察署」という名称だったが、1979年9月1日に現在地に移転し、現在の名称となった。また1985年（昭和60年）までは浦添市も管轄していたが、浦添警察署新設にともない分離した。
また、宜野湾市と中城村の一部は琉球大学の敷地となっているが、大学本部が西原町にある関係で全敷地が浦添警察署管轄となっている。そのため、2市村の大学敷地に関しては宜野湾警察署は管轄外。
沖縄警察署新庁舎での運用に伴い、北中城村一部の管轄は沖縄署に変更し、大城駐在所と北中城駐在所は沖縄署へ移管された。
2024年（令和6年）12月13日には老朽化により建替工事を行っていた新庁舎が落成し、同23日から業務を開始することとなった。新庁舎は鉄筋コンクリート造りの地上4階、地下1階建てで、沖縄県内では初となる証拠品センターが設置されたほか、迷い犬や猫などを管理する動物小屋も設置された。

## 所在地
- 沖縄県宜野湾市真志喜2-1-3（国道58号沿い）
新庁舎の建て替え中は宜野湾市大山7-2770-7の仮庁舎を使用していた[2]（2021年10月から2024年12月の新庁舎での業務開始まで）

## 管轄区域
- 宜野湾市（琉球大学敷地を除く）
- 中頭郡中城村（南上原（琉球大学敷地）を除く）

## 警察署周辺
- 沖縄コンベンションセンター
- 宜野湾市立博物館

## 交番
- 大謝名交番（宜野湾市宇地泊）
- 普天間交番（宜野湾市普天間1丁目）
- 野嵩交番（宜野湾市字野嵩）
- 真栄原交番（宜野湾市大謝名2丁目）
- 愛知交番（宜野湾市字愛知2丁目）

## 駐在所
- 伊舎堂駐在所（中城村字伊舎堂）
- 津覇駐在所（中城村字津覇）